# Hortikultura
Hortikultura je znanost o intenzivnom, komercijalnom uzgoju kultiviranih biljaka poput povrća, voća, cvijeća te plantaža šumskog drveća, uzgoja sjemena i sl. Obuhvaća proizvodnju i oplemenjivanje biljaka, genetski inženjering, primjenu biokemije i fiziologije biljaka u uzgoju. Hortikulturni stručnjaci rade na poboljšanju uroda zrna, kakvoće, prehrambene vrijednosti, otpornosti na biljne štetnike, bolest i i vremenske neprilike. Hortikultura obično se odnosi na biljnu proizvodnju manjeg opsega za razliku od poljoprivrede, koja se odnosi na proizvodnju većeg opsega.
Bitan dio hortikulture je uzgoj u staklenicima uz velike prinose u optimalnim uvjetima (optimalna temperatura, vlažnost, razina CO2, količina svjetlosti, kontrola biljnih bolesti i štetnika). Tako se uzgaja povrće, rezano cvijeće i sl. Najčešće poteškoće su: visoke cijene energije, sve veća konkurencija, ograničenja dopuštenih pesticida i sl. U hortikulturi, nastoji se što više koristiti mehanizacija te umjetna i prirodna gnojiva.
Hortikulturni proizvodi često se prodaju na veliko po cijenama koje ovise o ponudi i potražnji na tržištu. Postoji i prodaja na aukcijama poljoprivrednih proizvoda. Neki uzgajivači ujedinjeni su u udruge proizvođača i tako lakše plasiraju svoje proizvode na tržište.

Hortikultura se još može definirati kao znanost o uzgoju i njezi flore i faune u vrtu. Latinski hortus znači vrt, a latinski cultura je uzgoj, razvoj, oplemenjivanje, usavršavanje. 
Hortikultura obuhvaća brigu o tlu (ili drugom mediju na kojem biljka raste), razmnožavanje, oplemenjivanje i sjemenarstvo, uzgoj povrća, voća, vinove loze, ljekovitog, aromatičnog i ukrasnog bilja, proučava biljne bolesti i štetnike, ishranu bilja, ekologiju vrta, oblikovanje kao umjetnički i estetski aspekt vrta, a u još širem smislu i uzgoj gljiva, pčelarstvo, stočarstvo (kućni ljubimci, sitna stoka) itd. 
Razlikuje se u odnosu na agrikulturu tj. agronomiju prvenstveno u tome što latinski ager (g. agri) znači polje, seosko imanje dakle označava znatno veću površinu od hortus-a tj. vrta. 
Hortikultura u užem smislu riječi često označava oblikovanje i njegu ukrasnog vrta kao područje krajobrazne arhitekture. 
Znanstvene discipline usko povezane s hortikulturom su: 

agronomske discipline: pedologija, fitopatologija, entomologija, agroklimatologija, agrobotanika; biološke znanosti : botanika, genetika, zoologija, fiziologija, molekularna biologija; kemija i biokemija, meteorologija, matematika, statistika, nutricionizam, ekonomija, kulinarstvo; povijest umjetnosti i krajobrazna arhitektura.

Moderni pojmovi vezani za hortikulturu su permakultura i ekološko vrtlarstvo, te genetski inženjering kao dvije suprotstavljene smjernice kako u vrtlarstvu tako i agronomiji, ekonomiji i etici. 

## Vanjske poveznice
- Hortikultura udruga stručnjaka i amatera  Arhivirana inačica izvorne stranice od 15. svibnja 2019. (Wayback Machine)